# Курнол
Курнол (фр. Cournols) насеље је и општина у централној Француској у региону Оверња, у департману Пиј де Дом која припада префектури Клермон Феран.
По подацима из 2011. године у општини је живело 237 становника, а густина насељености је износила 22,03 становника/km². Општина се простире на површини од 10,76 km². Налази се на средњој надморској висини од 680 метара (максималној 930 m, а минималној 516 m).

## Демографија
| 1962. | 1968. | 1975. | 1982. | 1990. | 1999. | 2011. |
| ----- | ----- | ----- | ----- | ----- | ----- | ----- |
| 155   | 156   | 169   | 196   | 230   | 240   | 237   |

График промене броја становника у току последњих година